# Mołnija Charków
Mołnija Charków (ukr. Футбольний клуб «Молнія» Харків, Futbolnyj Kłub "Mołnija" Charkiw) – ukraiński klub piłkarski z siedzibą w Charkowie.

## Historia
Chronologia nazw:
- ???—...: Mołnija Charków (ukr. «Молнія» Харків)

Piłkarska drużyna Mołnija została założona w mieście Charków.
W 1938 zespół startował w rozgrywkach Pucharu ZSRR.
Również występował w rozgrywkach lokalnych.

## Sukcesy
- 1/128 finału Pucharu ZSRR:

1938

## Inne
- Metalist Charków